# 出逢い (川﨑麻世の曲)
「出逢い」（であい）は、1981年2月25日にCBS・ソニーから発売された川﨑麻世の15枚目のシングル。

## 概要
自身が出演したテレビドラマ『出逢い』の主題歌。
「チェイサー」は、前年発売のアルバム『チェイサー』収録曲。

## 収録曲
1. 出逢い
作詞：山上路夫／作曲・編曲：馬飼野康二
2. チェイサー
作詞：小林和子／作曲：佐瀬寿一／編曲：大谷和夫